# Sefton, New South Wales
Sefton este o suburbie în Sydney, Australia.